# Pasivní infračervené čidlo

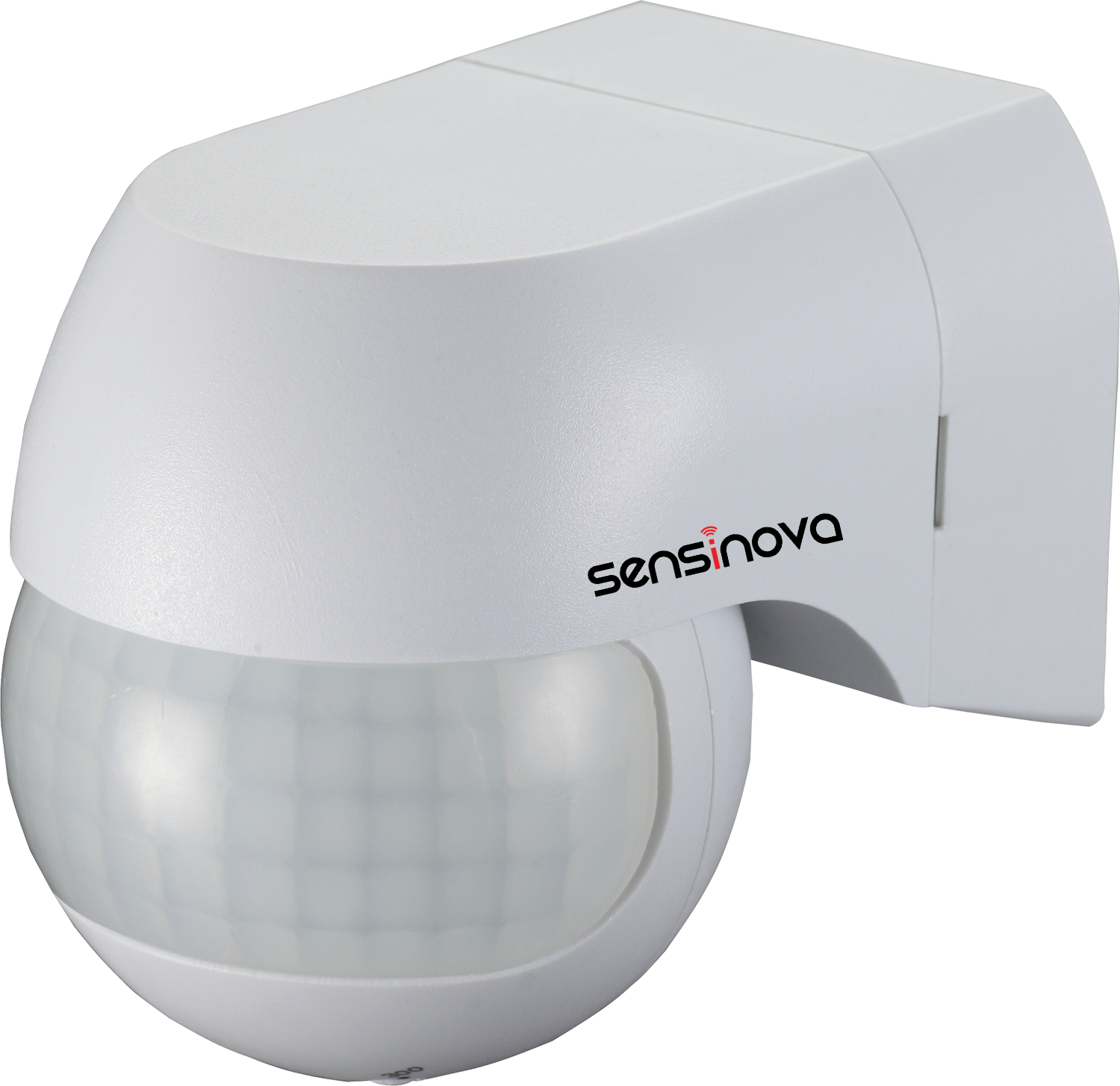
Pasivní infračervené čidlo

Pasivní infračervené čidlo (PIR čidlo) je elektromagnetické čidlo, které měří infračervené záření (IR) vyzařující z objektů v zorném poli čidla. Nejčastěji se využívá v detektorech pohybu PIR.

## Provozní principy
Všechny objekty s teplotou nad absolutní nulu vyzařují teplo ve formě záření. Obvykle toto záření není viditelné pro lidské oko, protože vyzařuje na infračervené vlnové délce, ale může být detekováno elektronickým zařízením sloužící právě pro takový účel. Termín pasivní v tomto případě odkazuje na fakt, že zařízení PIR nevytváří nebo nevyzařuje energii pro účely detekce. Pracují zcela pomocí detekce infračerveného záření vyzařovaného nebo odraženého z objektů. Nerozpoznávají ani neměří teplo.

## PIR – pohybové čidlo
Pohybové čidlo detekuje pohyb lidí, zvířat a dalších objektů. Běžně se používají pro alarmy proti zlodějům a automaticky aktivovatelné světelné systémy. Obvykle se nazývají jednoduše PIR, občas taky PID ve významu pasivní infračervený detektor.

### Obsluha
Jednotlivé sensory PIR detekují změny v množství infračerveného záření, které na něj dopadá, což se liší v závislosti na teplotě a povrchových charakteristik objektů před snímačem. Když objekt, například člověk, prochází před pozadím, kupříkladu před stěnou, teplota se v bodě zorného pole zvýší z pokojové teploty na teplotu tělesnou. Snímač přeměňuje výslednou změnu příchozího infračerveného záření na změnu výstupního napětí, což spouští detekci. Objekty s podobnou teplotu, ale různými povrchovými charakteristikami mohou mít také jiný odlišný vzorec infračerveného záření a jejich pohyb v závislosti na pozadí může také vyvolat detekci.
Přístroje PIR přicházejí v mnoha konfiguracích pro širokou škálu aplikací. Nejběžnější modely mají četné Fresnelovy čočky nebo zrcadlové segmenty, efektivní dosah asi deset metrů a zorné pole menší než 180 stupňů. Dostupné jsou modely se širšími zornými úhly, včetně 360 stupňů, typicky navržené pro montáž na strop. Některé větší PIR jsou vyráběny s jednopólovými zrcadly a mohou zaznamenávat změny v infračervené energii ve vzdálenosti přes třicet metrů (100 stop) od PIR. K dispozici jsou také PIR, navržené s otočnými zrcátky, které umožňují buď široké pokrytí (šířka 110 °) nebo velmi úzké „stěnové“ pokrytí, případně s individuálně volitelnými segmenty, které „tvarují“ pokrytí.

### Diferenciální snímání
Páry senzorových prvků mohou být zapojeny jako protilehlé vstupy k diferenciálnímu zesilovači. V takovém uspořádání se měření PIR navzájem ruší, aby se z elektrického signálu odstranila průměrná teplota zorného pole; zvýšení IR energie v celém senzoru se samočinně zruší a přístroj nespustí. To umožňuje odolat falešným spouštěním zařízení v případě, že je vystaveno krátkým zábleskům světla nebo rozsáhlému osvětlení. (Neustálé vystavování vysokým energiím může stále ještě saturovat materiály snímače a způsobit, že snímač nemůže zaznamenat další informace.) Současně tato diferenciální uspořádání minimalizují rušení v běžném režimu, což umožňuje zařízení odolávat spouštění kvůli blízkým elektrickým polím. Nicméně rozdílná dvojice snímačů nemůže v této konfiguraci měřit teplotu, a proto je použitelná pouze pro detekci pohybu.

## PIR - výhody/nevýhody

### Výhody
- Možnost omezení snímané oblasti.
  - Záběr čidla lze omezit pomocí clonek, takže nebude zasahovat do nežádoucích míst.

### Nevýhody
- Senzory mají různou citlivost, která závisí na:
  - směru pohybu vůči čidlu
    - při pohybu směrem k čidlu reaguje hůře než při pohybu podél něho (zde se skvěle hodí ultrazvukový detektor US)

  - tepelné izolaci oblečení
    - v zimě chodí lidé dobře oblečeni a teplo vyzařuje prakticky jen jejich obličej

  - okolní teplotě
    - během horkých letních dní je teplota okolí podobná teplotě lidského těla a citlivost čidla klesá. Jeho chování výrazně ovlivní i nesprávné umístění nad radiátorem

  - rozměrech snímaného
    - dítě nebo zvíře vyzařují infračervené záření menší plochou než dospělý člověk

  - počasí
    - při silných poryvech větru nebo sněžení dochází k nepřesnostem čidla kvůli rychlým změnám teplot okolních ploch (zde se skvěle hodí vysokofrekvenční detektor HF)[1]